# 니시지마 타카히로
니시지마 타카히로(일본어: 西島隆弘, 1986년 9월 30일 ~ )는 일본의 가수이자 배우이다. 혼성 5인조 그룹 AAA의 멤버로 센터이자 메인 보컬을 맡고 있으며, 남성 15인조 프로젝트 그룹 사이훈(西風雲)의 멤버이다.

## 경력
- 2003년에 결성된 삿포로연기자 스튜디오를 대표하는 5인조 남성 보컬 그룹 「japs」의 초대 멤버이다.
  - 당시의 멤버는 토치야마 츠요시, 야지마 히로아키, 키타무라 카즈야(에이벡스소속), 마츠시마 요헤(스타더스트 프로모션소속).
  - 2003년9월, 「japs」가 데뷔 싱글 「나의 소중한 사람 라브/지등 나이」(CD+DVD)을 발매.
  - 2004년3월, 「japs」를 졸업.
- 2003년
  - 8월, 에이벡스의 오디션에 합격.
- 2004년
  - 2월,연기자 스튜디오의 이벤트 「BACKEN RECORD vol.13」에 출연 후, 상경.이 라이브에서는 EXILE의 곡을 솔로로 커버했다.
- 2005년,
  - AAA가 결성되고 멤버로 선택된다.
  - NTT 도코모 홋카이도의 「i프로젝트」의 이미지 캐릭터를 맡는다.
  - 스즈키 아미의 「Delightful」, 「Hopeful」, 「Eventful」의 백 댄서를 맡는다.
  - 12월 31일, 스즈키 아미의 백 댄서로서제56회 NHK 홍백가합전에 출연했다.
- 2006년
  - 8월 18일, TBS계 버라이어티 프로그램 「恋する ハニカミ」에 출연해, 카네코 사야카와 프로그램 기획 데이트를 한다.
- 2007년
  - 1월 17일, 무대 「LOVE LETTERS」에 출연한다.오사와 꼭두서니와 공동 출연한다.
  - 4월 2일, AAA의 아타에 신지로과 함께 출연한텔레비전 도쿄계TV 드라마「좋은 맛학원」이 방송된다.
  - 4월 3일, AAA의 우노 미사코와 함께 MC를 맡은 음악 정보 프로그램 「음악 시간」이 방송된다.
  - 9월 5일, 오쿠무라 하츠네의 데뷔 싱글 「사랑, 불꽃」의 쇼트 무비로타니무라 미츠키와 공동 출연한다.
  - 11월 2일, NHK 교육의 TV프로그램 「왕자님의 레슨 스트리트 댄스」로하리센본을 상대에게, 초심자를 위한 스트리트 댄스의 왕자님으로서 등장한다.
- 2008년
  - 6월 27일, 퍼스트 사진집 「Nissy」가 발매된다.
  - 6월 5일, 무대 「할로 루도와 모드」에 출연한다.아사오카루리코와 공동 출연해 화제를 부른다.
  - 9월 25일, 에이벡스20주년 기념 무대 「코코로노카케라」에아이바 히로키와 더블 캐스트로 출연한다.
  - 12월 3일, 부타이 「린다린다라바소울」에 출연한다.
- 2009년
  - 1월 31일, 소노 시온감독 영화 「사랑의 노출」에 영화 첫출연, 첫주연 한다.
  - 4월 2일, NHK 종합「고스트 프렌즈」에 하야미 가이토역으로 출연한다.
  - 6월 11일, 브로드 웨이 뮤지컬 「GLORY DAYS」에 출연한다.
  - 8월 10일, 텔레비 아사히계의 버라이어티 프로그램 오타메시카! Ani 코레 Summer 제 5회 방송에 출연 한다. 여장을 하고 여장 선발 최고 점수 98점으로 우승 한다.
  - 12월 2일, 재차 무대화 된 부타이 「린다린다라바소울」에 주연, 출연한다.
- 2010년
  - 1월 12일, 제83회 시네마 순보 베스트·텐이 발표되어 「신인 남우상」(수상작품은 「사랑의 노출」)을 수상한다.
  - 1월 18일, 텔레비 아사히계의 버라이어티 프로그램 「시험이나!」(아니키 VS아이돌 Ani 코레 5BATTLE 제3탄)에 출연한다.메이크 및 여장해, 아이돌의 야스다 미사코와 대전, 62점 대 38점의 큰 차이로 승리한다.
  - 1월 19일, 제64회매일 영화 콩쿨각 상이 발표되어 「스포니치그란프리 신인상」(수상작품은 「사랑의 노출」)을 수상한다.
  - 4월, TBS의 텔레비전 드라마「텀블링」으로 히노 테츠야역으로 출연한다.

## 프로필
- 생년월일：1986년 9월 30일
- 출신지：홋카이도 삿포로시
- 좋아하는 색：빨간색
- 멤버 칼라：오렌지
- 소속 그룹：AAA
- AAA의 메인 보컬을 담당.
- 좋아하는 음식：생선회, 낫토 계란밥, 불고기 (한국음식), 아보카도 마그로사발, 일본식 과자, 크루아상, 초밥, 팥소.
- 싫어하는 음식：오이(유치원때에 썩은 오이를 먹어 끝감촉이 기분 나쁘게 트라우마가 되어 버린), 용과.
- 좋아하는 스포츠：배구, 축구(학생시절에는 배구부 (리베로)와육상부에 소속해 있던), 스키, 보드
- 닉네임：Nissy,닛시.
- 가족구성: 아버지, 어머니, 누나
- 좌우명：소중한 것은 소중히, 열심히
- 잘 듣는 음악：방악(스즈키 아미, EXILE, Full Of Harmony) 서양 음악(ne-yo)
- 특기：눈을 빨리 움직인다.
- 취미：낚시, 드라이브 최근에는 다트에도 빠진다

## 인물·에피소드
- Yuzu의 「여름색」 인트로에 매료되고, 기타를 시작했다.그 후 스트리트에서 기타를 연주하고 있었을 때, 같은 스트리트에서 댄스를 보고, 댄스를 시작했다.
- 꿈의카케라의 PV에서는, 기타를 연주하고 있다.
- 멤버에서는 특히히다카 미츠히로, 스에요시 슈타와 사이가 좋다.
- 2005해레슨중에 전락.왼팔을 골절한다.2006년 10월에 왼팔에 들어가 있던 볼트를 뽑았다.
- 미국에 있는 「자유의 여신」를 「승리의 여신」(이)라는 수많은 귀여운 실수를 한다.이것을 니시지마 어록이라고 한다.멤버 왈 「전달은 되지만 어휘력이 모자른게 귀엽다」.

## 블로그
- AAA오피셜 블로그에서는 멤버의 블로그를 읽을 수 있다.또, 2007년 7월말부터 갱신이 정지하고 있었다.동년 12월 31일부터 갱신 재개.지금은 아메브로가 되어 있어, 과거의 기사도 볼 수 있게 되었다.

## 출연

### 드라마
- 2009년 《고스트 프렌즈》
- 2010년 《텀블링》
- 2010년 《벼랑끝의 에리》
- 2010년 《외교관 쿠로다 코사쿠》
- 2011년 《누구보다도 너를 사랑해!》
- 2012년 《타이라노 키요모리》 - 타이라노 요리모리 역
- 2016년 《언젠가 이 사랑을 떠올리면 분명 울어버릴 것 같아》 - 이부키 아사히 역

### 영화
- 2009년 《러브 익스포져》
- 2010년 《사요나라 이츠카》
- 2010년 《수프 오페라》
- 2012년 《두더지》

## 같이 보기
- 홋카이도 출신의 인물 일람
- AAA (음악 그룹)
  - 우라타 나오야
  - 우노 미사코
  - 히다카 미츠히로
  - 아타에 신지로
  - 스에요시 슈타
  - 이토 치아키
- 고토 유카리(전멤버)
- 西風雲
- 스즈키 아미
- 나카무라 아타루
- 오쿠무라 하츠네
- 가면 라이더전왕
- 나카무라 유이치